# Parameria laevigata
Parameria laevigata là một loài thực vật có hoa trong họ La bố ma. Loài này được (Juss.) Moldenke mô tả khoa học đầu tiên năm 1940.